# Ярило
Ярѝло (на руски: Ярило, правилно произношение на български: Ярѝла) e фолклорен и митологичен персонаж при почитано от източните славяни. За облика и функциите му днес се съди главно по етимологични и фолклорни реконструкции. Руският езиковед П. С. Ефименко извежда името му от старославянския корен „яр-“ (jar-, санскритски „*ar-“), означаващ най-общо „бликаща пролетна (и/или утринна) слънчева светлина/сила, събуждаща растителната сила и половия нагон, силата и храбростта на мъжете“. На тази база Ярило се приема като бог на слънцето и плодородието и се смята, че е почитан точно като такъв.
Според фолклорен текст, записан около 1846 г., беларусите си представят Ярило като млад момък на бял кон, облечен в бяло и държащ човешка глава в дясната ръка и снопче житни класове в лявата. На неговия празник преобличат младо момче като него, качват го на кон и пеят песни, в които се казва, че където мине Ярило се раждат жито и деца.
В Русия култът към Ярило е сравнително развит – известни са т. нар. „ярилни“, „ярилини“ – народни празненства, на които са устройвани игри, танци и угощения, носещи понякога оргиастичен характер. С Ярило е свързан и обред за символично погребение на бога, извършван в края на май-юни. На него Ярило е представян като старец или кукла с голям фалос. Някои изследователи смятат, че южнославянския обичай Герман носи същите следи и/или остатъци от култа към Ярило.
Сред западните славяни е почитано божество, наричано Яровит и разглеждано като западнославянско съответствие на Ярило, което още през Средновековието приема повече воински черти и се превръща в бог на войната, за разлика от Ярило, за чиято войнственост евентуално може да се съди само по отрязаната глава в дясната му ръка. Тази отрязана глава може да се разглежда обаче и като символ на победената зима. Възмъжалият, съзрелият Ярило се нарича Купало (Къпало). Ярило идва в човешкия свят Яв всяка пролет, за да донесе нов живот, плодородие и добра реколта.
Все още не е напълно изяснено дали Ярило действително е бил божество или е просто фолклорен персонаж. Някои изследователи смятат, че няма никакви данни Ярило да е бил божество. Друг аргумент е и че, за Ярило не се споменава в древните извори: първото споменаване на този персонаж е в напътствията на св. Тихон Задонски към жителите на Воронеж (1763 г.). Според други автори има достатъчно основания да се смята, че Ярило е бил бог.